# Polska Nowa Wieś
Polska Nowa Wieś (dodatkowa nazwa w j. niem. Polnisch Neudorf, w latach 1914–1945 Neudorf) – wieś w Polsce położona w województwie opolskim, w powiecie opolskim, w gminie Komprachcice.
Z Opola dojazd autobusami miejskimi linii nr 8.
Na terenie wsi znajduje się lotnisko sportowe. Na lotnisku w 1984 wydarzyła się katastrofa lotnicza, w której zginęło 12 osób.
We wsi jest przystanek kolejowy Polska Nowa Wieś.

## Nazwa
Pierwsze wzmianki o miejscowości pochodzą z 1456. Używano wówczas nazw Polnisch Neudorf, natomiast forma polska – Nowawieś Polska – wskazuje, że pierwotnie wieś była założona przez Polaków. Starej polskiej nazwy używano jeszcze w XX wieku, z kolei na polskich przedwojennych mapach pojawia się nazwa Nowawieś Opolska.
W alfabetycznym spisie miejscowości na terenie Śląska wydanym w 1830 roku we Wrocławiu przez Johanna Knie wieś występuje pod polską nazwą Nowa wieś polska oraz nazwą niemiecką Polnisch Neudorf. Formy Polnisch Neudorf oraz Nowa Wieś Polska podaje Słownik geograficzny Królestwa Polskiego wydany w latach 1880-1902. W 1914 roku po wybuchu I wojny światowej Niemcy usunęli z nazwy pierwszy człon Polnisch pozostawiając Neudorf. Wieś funkcjonowała pod tą nazwą do 1945 roku.

## Historia
W 1666 wzniesiono tu drewniany kościół pw. Nawiedzenia Najświętszej Maryi Panny, który jednak przez następne kilkadziesiąt lat nie był konsekrowany.
W 1783 we wsi mieszkało 221 mieszkańców, w roku 1845 było już ich 840. Oprócz kościoła funkcjonowała szkoła, a zabudowa liczyła 119 domów. Pod koniec XIX wieku Polska Nowa Wieś miała już ponad 1000 mieszkańców, ale w następnych latach, głównie z powodu I wojny światowej liczba ich spadła. Po I wojnie światowej przybyło wielu mieszkańców z głębi Niemiec i kolonii.

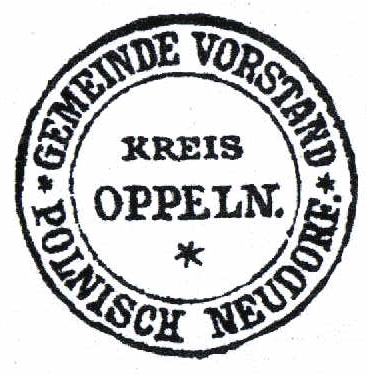
Stara pieczęć gminna

Podczas plebiscytu w 1921 w Neudorf 629 głosów padło za Niemcami, a 259 za Polską. Pod względem religijnym na 1431 katolików przypadało 29 ewangelików i 4 żydów. W latach 30. wybudowano we wsi lotnisko – Fliegerhorst Neudorf O/S – oficjalnie sportowe, a w praktyce przeznaczone do szkolenia wojskowego.
Po II wojnie światowej, w latach 1949–1953 wzniesiono nową, murowaną świątynię, w stylu typowym dla okresu lat 30. XX wieku. Dotychczasowy drewniany i zbyt mały kościół przeniesiono w 1960 do Szczepanka. Z dawnej świątyni pozostał w Polskiej Nowej Wsi barokowe: obraz Wniebowzięcia Maryi, chrzcielnica, rzeźba Chrystusa Zmartwychwstałego oraz feretron.
Z innych interesujących obiektów na uwagę zasługują liczne budynki mieszkalne i gospodarcze z przełomu XIX i XX wieku oraz obszerna, domkowa kaplica pod wezwaniem św. Rocha z 1857.
W latach 1954-1968 wieś była siedzibą gromady Polska Nowa Wieś, po jej zniesieniu w gromadzie Komprachcice, po reformie administracji w gminie Komprachcice. Od 1950 miejscowość należy administracyjnie do województwa opolskiego.

## Urodzeni w miejscowości
- W 1867 roku w Polskiej Nowej Wsi urodził się Michał Przywara badacz folkloru Śląska opolskiego, etnograf oraz ksiądz[9].

## Bibliografia

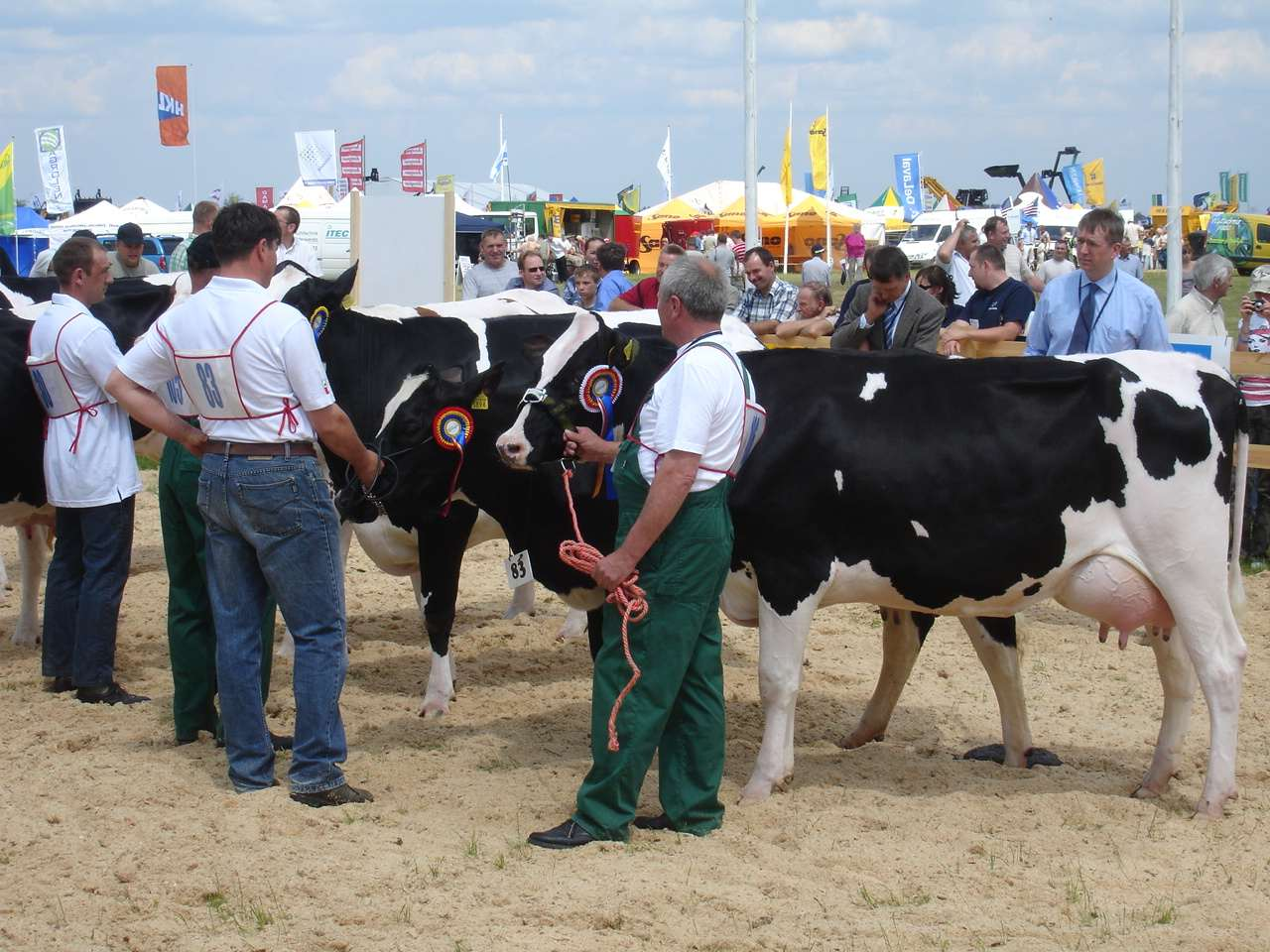
Opolagra. Doroczna wystawa zwierząt hodowlanych w Polskiej Nowej Wsi (2008)